# پریلپ (استان دوبریچ)
پریلپ (به بلغاری: Prilep) یک منطقهٔ مسکونی در بلغارستان است که در شهرستان دوبریچکا واقع شده‌است.